# Kombolcha
Pour les articles homonymes, voir Kombolcha (homonymie).
Kombolcha (Ge'ez: ኮምቦልቻ) est une ville et un woreda du nord de l'Éthiopie, située dans la zone Debub Wollo de la région Amhara. Elle se trouve à 11° 05′ N, 39° 44′ E et entre 1842 et 1 915 mètres d'altitude.

## Archéologie
À quelques kilomètres de Kombolcha, sur la colline de Tchika-Beret, se trouve une sculpture monumentale appelée le « lion de Kombolcha ». C'est un bloc sculpté qui fait partie d'un chaos de roches. La sculpture a été pratiquée sur un bloc naturel qui sert de partie postérieure au félin couché représenté. l'ensemble mesure 4,5 m de long. Sous ses pattes, des croix sont gravées, ce qui montre que l'œuvre date au plus tard de l'époque paléochrétienne de l'Éthiopie.

## Économie
Le gouvernement éthiopien développe une zone industrielle à Kombolcha, le parc industriel de Kombolcha, dont l'expansion est liée à l'ouverture d'un aéroport dans la région en 2014. Il accueille des entreprises étrangères, notamment asiatiques.